# 中央黒土経済地区
中央黒土経済地区(ちゅうおうこくどけいざいちく、ロシア語: Центра́льно-Чернозёмный экономи́ческий райо́н/Tsentralno-Chernozyomny ekonomichesky rayon)はロシアの12の経済地区の1つである。「中央チェルノーゼム」や「中央チェルノーゼム経済地区」とも呼ばれる。
2008年の国内総生産の3%を生産した。2010年の人口は726万人。

## 行政区画
- ベルゴロド州
- クルスク州
- リペツク州
- タンボフ州
- ヴォロネジ州